# ناحیه ماسره
ناحیه ماسره (به عربی: دائرة ماسرة) یک ناحیه در الجزایر است که در استان مستغانم واقع شده‌است.

## خصوصیات
ناحیه ماسره  ۵۰٬۱۸۷ نفر جمعیت دارد.